# Rue Émile Vandervelde (Liège)
Pour les articles homonymes, voir Rue Émile Vandervelde.

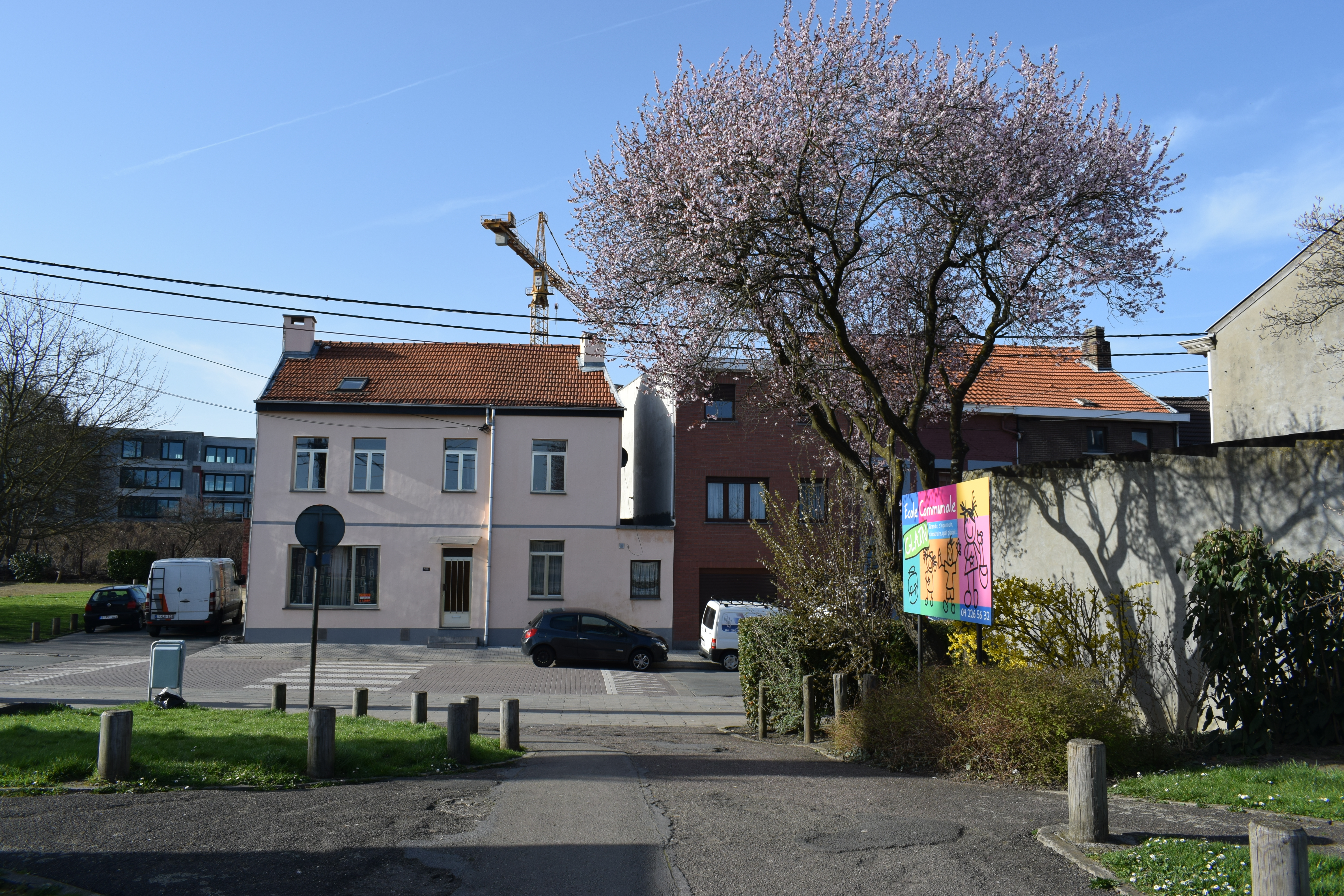
Vue de la rue Emile Vandervelde à Glain, sur les hauteurs de Liège (Belgique).

La rue Émile Vandervelde est une rue liégeoise qui relie la chaussée de Gaulle à la rue Sainte-Marguerite dans le quartier de Glain.

## Odonymie
La rue porte le nom d'un homme politique socialiste belge, Émile Vandervelde, né à Ixelles le 25 janvier 1866 et décédé à Ixelles le 27 décembre 1938.